# Thần kinh sống ngực XII
Thần kinh sống ngực XII (T12) là dây thần kinh sống thuộc đoạn ngực của tủy sống.
Thần kinh rời khỏi ống sống, thoát ra từ bờ trên đốt sống thắt lưng I (L1) hay bờ dưới đốt sống ngực XII (T12). Thần kinh này tham gia tạo nên thần kinh dưới sườn.